# Майкъл Ман
Вижте пояснителната страница за други личности с името Майкъл Ман.
Майкъл Ман (на английски: Michael Kenneth Mann) е американски режисьор и продуцент, носител на БАФТА, „Сателит“ и две награди „Еми“, номиниран е за „Бодил“, „Сатурн“, две награди „Златен глобус“ и четири награди „Оскар“. Известни филми режисирани и продуцирани от него са „Последният мохикан“, „Жега“, „Вътрешен човек“, „Авиаторът“, „Маями Вайс“, „Ханкок“, „Обществени врагове“ и други.

## Биография
Майкъл Ман е роден на 5 февруари 1943 г. в Чикаго в семейството на украински евреин, участник във Втората световна война. След като завършва Университета на Уисконсин, заминава за Лондон, за да учи филмово изкуство. Там се запознава с други свои съвременници като Ридли Скот, Алън Паркър и Ейдриън Лейн, с които работят заедно по реклами и кратки документални филми.

## Кариера
При завръщането си е Щатите започва да работи по телевизионни програми като „Старски и Хъч“, „Police Story“, „Маями Вайс“ и други. Първият му пълнометражен филм е „Крадец“ (1981) с Джеймс Каан. Световна известност придобива през 1992 с „Последният мохикан“ с Даниъл Дей-Люис. Следващите му филми „Жега“ и „Вътрешен човек“ (седем номинации за „Оскар“) носят признание на Ман и от критиката.
През 2009 г. режисира и продуцира „Обществени врагове“ с участието на Джони Деп.

## Филмография

### Кино
| година | филм                           | оригинално заглавие      | режисьор | сценарист | продуцент | бележки |
| ------ | ------------------------------ | ------------------------ | -------- | --------- | --------- | ------- |
| 1981   | Крадец                         | Thief                    | да       | да        |           |         |
| 1983   |                                | The Keep                 | да       | да        |           |         |
| 1986   | Преследвачът                   | Manhunter                | да       | да        |           |         |
| 1986   |                                | Band of the Hand         |          |           | да        |         |
| 1992   | Последният мохикан             | The Last of the Mohicans | да       | да        | да        |         |
| 1995   | Жега                           | Heat                     | да       | да        | да        |         |
| 1999   | Вътрешен човек                 | The Insider              | да       | да        | да        |         |
| 2001   | Али                            | Ali                      | да       | да        | да        |         |
| 2004   | Съучастникът                   | Collateral               | да       |           | да        |         |
| 2004   | Авиаторът                      | The Aviator              |          |           | да        |         |
| 2006   | Маями Вайс                     | Miami Vice               | да       | да        | да        |         |
| 2007   | Кралството                     | The Kingdom              |          |           | да        |         |
| 2008   | Ханкок                         | Hancock                  |          |           | да        |         |
| 2009   | Обществени врагове             | Public Enemies           | да       | да        | да        |         |
| 2011   | Смъртоносните полета на Тексас | Texas Killing Fields     |          |           | да        |         |
| 2015   | Хакер                          | Blackhat                 | да       | да        | да        |         |
| 2023   | Ферари                         | Ferrari                  | да       |           | да        |         |